# Flad ulvefod
Flad Ulvefod (Diphasiastrum complanatum) er en krybende karplante med flade skud. Den vokser i Danmark på bakkede heder og i lysåbne nåletræsplantager.

## Beskrivelse
Flad Ulvefod er en friskgrøn karplante med flade skud, der kryber i eller på jordoverfladen. Den sporebærende plante består af en jordstængel med trævlerødder og en overjordisk del der har vifteformede udspilede oprette stængler med talrige, tæt tiltrykte, skælagtige blade. I toppen af visse skud sidder de 2-4 cm lange gullige strobilus på små ligeledes gullige stilke der er næsten uden blade.
Det meste af planten er over jorden, men fra den krybende jordstængel udgår små primitive hvidlige rødder.
Højde på oprette skud: 5-20 cm.

## Voksested
Arten er i Danmark meget sjælden på hedebakker og i lysåbne nåletræsplantager, bl.a. Nørlund plantage (Midtjylland) og Tingskoven (Nordjylland).
I Danmark er den regnet som en kritisk truet på den danske rødliste.